# Камфор
Камфорът е восъчен, запалим, прозрачен твърд продукт със силен аромат. Това е терпеноид с химическа формула C10H16O.

## Добиване
Намира се в дървесината на камфоровото дърво (Cinnamomum camphora), голямо вечнозелено дърво, открито в Източна Азия, а също от свързаното с него дърво капур (Dryobalanops sp.), високо дърво от Югоизточна Азия. Суровият камфор (C10H16O) се добива от камфорово дърво под формата на бяло кристално вещество. Среща се и при някои други сродни дървета от семейство лаврови, по-специално Ocotea usambarensis. Листата на розмарина (Rosmarinus officinalis) съдържат 0,05 до 0,5% камфор, докато камфора (Heterotheca) съдържа около 5%. Основен източник на камфор в Азия е камфорният босилек (родителят на африканския син босилек).
Камфорът може също да бъде синтетично произведен от терпентиново масло.

## Приложения
Може да се закупи под формата на етерично масло или камфоров спирт в аптеките и специализираните магазини. Камфорът намалява кашлицата, действа обезболяващо, облекчава слънчеви изгарания, лекува кожни възпаления и др.